# Wahlkreis Neukölln 7
Der Wahlkreis Neukölln 7 war ein Abgeordnetenhauswahlkreis in Berlin. Er gehörte zum Wahlkreisverband Neukölln und umfasste vom Wahlkreisverband Neukölln den Ortsteil Rudow sowie das südliche Blumenviertel.
Der Wahlkreis wurde neu errichtet, nachdem aufgrund einer höheren Einwohnerzahl dem Bezirk Neukölln ein zusätzlicher Wahlkreis zustand. Im April 2020 beschloss der Senat von Berlin entsprechend der Bevölkerungsentwicklung eine neue Wahlkreisaufteilung für die Wahl zum Abgeordnetenhaus von Berlin 2021. Demnach wurde der Wahlkreis Neukölln 7 wieder aufgelöst und sein Gebiet auf die verbleibenden sechs Neuköllner Wahlkreise aufgeteilt.

## Abgeordnetenhauswahl 2016
Bei der Wahl zum Abgeordnetenhaus von Berlin 2016 traten folgende Kandidaten an:
| Name                    | Partei           | Anteil der Erststimmen | Anteil der Zweitstimmen |
| ----------------------- | ---------------- | ---------------------- | ----------------------- |
| Hans-Christian Hausmann | CDU              | 33,9 %                 | 29,0 %                  |
| Martin Hikel            | SPD              | 28,4 %                 | 24,8 %                  |
| Danny Damerau           | AfD              | 17,5 %                 | 17,9 %                  |
| Florian Kluckert        | FDP              | 07,4 %                 | 08,6 %                  |
| André Schulze           | Grüne            | 07,0 %                 | 07,6 %                  |
| Frank Obermeit          | Die Linke        | 04,8 %                 | 05,0 %                  |
| Stephan Böhlke          | NPD              | 01,0 %                 | 00,9 %                  |
| –                       | Tierschutzpartei | 0–                     | 02,1 %                  |
| –                       | Graue Panther    | 0–                     | 01,3 %                  |
| –                       | Sonstige         | 0–                     | 02,8 %                  |
| Wahlberechtigte: 28.093 |                  |                        |                         |
| Wahlbeteiligung: 72,2 % |                  |                        |                         |